# Домогацкий, Владимир Николаевич
Влади́мир Никола́евич Домога́цкий (20 апреля 1876, Одесса, Херсонская губерния — 30 марта 1939, Москва) — русский и советский скульптор, педагог. Профессор МГХИ (с 1937). Заслуженный деятель искусств РСФСР (1937).

## Биография
Родился в семье украинского помещика, врача. Детство провел в Швейцарии и на Украине. Переехал в Москву. В 1897–1902 годах изучал право в Московском университете.
Брал частные уроки скульптуры у С. М. Волнухина. Позднее — у живописца С. В. Иванова.
В начале XX века несколько раз побывал в Париже и в Италии, где изучал европейское искусство. Особое влияние на его творчество оказали работы скульпторов П. П. Трубецкого, О. Родена. В 1907 году в Париже активно изучал технику работы в мраморе.
После возвращения в Россию в 1908–1910 годах — преподавал в Строгановском училище в Москве. С 1937-го — профессор Московского института изобразительных искусств, декан скульптурного факультета.
Среди его учеников — Л. Е. Кербель, В. Е. Цигаль, Д. Ю. Митлянский.
Член Московского товарищества художников с 1914 года.
Похоронен в Москве на Новодевичьем кладбище (уч. 2).

## Семья
- Жена — Екатерина Львовна Штамм[4]
- Сын — Владимир (1909—1986), художник, график, иллюстратор произведений И. С. Тургенева
  - Внук — Федор Владимирович Домогацкий (1945—2013), художник, график, главный художник издательства «Армада»[5]
  - Внук — Григорий Владимирович Домогацкий (1941—2024), физик, член-корреспондент Российской академии наук[6]; его супруга Светлана Петровна (урождённая Гусева) — искусствовед, сотрудница Третьяковской галереи, издатель сборника теоретических текстов и переписки В. Н. Домогацкого (в 1984).

## Творчество
Работал в жанровой, анималистической и портретной скульптуре. Активная творческая, научно-исследовательская и общественная деятельность Домогацкого приходится на послереволюционный период. Продолжая работать в области портретного жанра, скульптор исполнил портреты В. А. Ватагина (1923), Н. А. Семашко (1924), В. В. Вересаева (1929), К. Маркса (1931). Кроме того, он принимал участие в конкурсах на памятники А. С. Пушкину и М. Горькому (1938), а также трудился над созданием мемориальной скульптуры в духе нового времени: им выполнены надгробия театральным деятелям А. И. Сумбатову-Южину (1928) и А. В. Петрову-Сергееву (1934) на Новодевичьем кладбище в Москве.
Участвовал в реализации ленинского плана монументальной пропаганды («Дж. Байрон» для Петрограда, гипс, 1919). Работая преимущественно в области портретной пластики (автопортрет, мрамор, 1925, Гос. русский музей; портрет сына, мрамор, 1926, Третьяковская галерея), Домогацкий стремился к интимно-лирической трактовке образов; обращался также к историческому портрету («А. С. Пушкин», «Л. Н. Толстой», бронза, 1928, Всесоюзный музей Л. Н. Толстого, Москва)
Некоторое время заведовал отделом скульптуры Государственной Третьяковской галереи.
Участвовал в подготовке статей о скульптуре для первого издания Большой советской энциклопедии и для Словаря художественной терминологии. Занимался теорией и историей скульптуры, вёл экспериментально-исследовательскую работу, связанную с проблемами технологии материала, формы и фактуры в скульптуре, вопросами реставрации. Написал ряд теоретических статей.

## Избранные работы
- Мальчик в шубе (1904)
- Мальчик на лошади (1904)
- Коровы в стаде (1909)
- Телята (1909)
- Портрет старого актёра (мрамор, 1913),
- Владимир Сергеевич Соловьев (мрамор, 1915)
- Девочка Таня (1916)
- Девушка (1916)
- Портрет Льва Шестова (1917) и другие

- Скульптурный портрет А. С. Пушкина. Бронза. 1926. Третьяковская галерея. Москва
- Мальчик в шубе
- Лев Шестов
- В. С. Соловьев
- Девушка

## Память
На доме, где с 1913 жил и работал Домогацкий (Москва, Серебряный переулок, 4), установлена мемориальная доска.

## Публикации текстов
- Домогацкий В. Н. Теоретические работы. Исследования. Статьи. Письма художника / Сост., вступ. ст., кат. и коммент. С. П. Домогацкой. — М. : Советский художник, 1984. — 367 с. : ил. — 10 000 экз. — OCLC 12314818.